# Hoplismenus birmanicus
Hoplismenus birmanicus là một loài tò vò trong họ Ichneumonidae.